# Corte de Apelaciones de Valdivia
La Corte de Apelaciones de Valdivia es una de las diecisiete cortes de apelaciones de Chile. Tiene asiento en la ciudad de Valdivia, y su territorio jurisdiccional actual comprende a la Región de Los Ríos y la Provincia de Osorno de la Región de Los Lagos.
Esta corte se subroga recíprocamente con la Corte de Apelaciones de Temuco y subroga a la Corte de Apelaciones de Puerto Montt. 

## Composición
Según el artículo 56 del Código Orgánico de Tribunales (COT), la Corte de Apelaciones de Valdivia está compuesta por siete ministros, al igual que las Corte de Apelaciones de Arica, Antofagasta, La Serena, Talca, Rancagua y Temuco. Además de ello, tiene dos fiscales judiciales (artículo 58 del COT), cinco relatores (artículo 59 del COT), y un secretario judicial (artículo 60 del COT).

## Organización
Actualmente la Corte de Apelaciones de Valdivia está compuesta por:
Presidente
- Marcela Araya Novoa

Ministros
- Juan Ignacio Correa Rosado
- Marcia Undurraga Jensen
- Samuel Muñoz Weisz
- María Soledad Piñeiro Fuenzalida
- Rodrigo Schnattler Carvajal
- Karina Ormeño Soto

Fiscales Judiciales
- Gloria Hidalgo Álvarez
- Paola Oltra Schuler

Abogados integrantes
- Juan Andrés Varas Braun
- Luis Felipe Galdames Buhler
- Ricardo Hernández Medina
- Susan Turner Saelzer
- Claudio Aravena Bustos

## Antiguos integrantes destacados
- Patricio Villarroel Valdivia, exministro de la Corte de Apelaciones de Santiago (2002-2014). Instruyó como Ministro en Visita el Caso Inverlink. Fue Presidente de la Corte de Apelaciones de Valdivia en 1992 y 1999.
- Nibaldo Segura, exministro de la Corte Suprema (2001-2015)
- Emma Díaz Yévenes